# أوتو الرابع
أوتو الرابع (بالألمانية: Otto IV.)‏ (1175 - 19 مايو 1218) هو أحد الملكيْن المُتخاصميْن اللذان حكما الإمبراطورية الرومانية المقدسة، قبل أن يُصبح الملك الأوحد عام 1208، ثم إمبراطوراً منذ عام 1209 إلى أن أُجبر على التنازل عن العرش عام 1215 لصالح فريدريك الثاني بعد هزيمته في معركة بوفين على يد فيليب الثاني ملك فرنسا.